# Spirembolus monicus
Spirembolus monicus là một loài nhện trong họ Linyphiidae.
Loài này thuộc chi Spirembolus. Spirembolus monicus được Ralph Vary Chamberlin miêu tả năm 1949.